# Moscova
Moscova is een metrostation in de Italiaanse stad Milaan dat werd geopend op 3 maart 1978 en wordt bediend door lijn 2 van de metro van Milaan.

## Geschiedenis
In het metroplan van 1952 was het station onder de Corso Garibaldi het tweede station naar het zuiden vanaf Centro Direzionale 1. De goedkeuring voor de bouw van de metro tussen station Porta Garibaldi en Cadorna FN kwam op 9 maart 1970 waarbij het station onder het Piazza 25 april verviel. Station Centro Direzionale 1 kreeg de naam Garibaldi FS en station Garibaldi kreeg de naam van de kruisende straat, de Via Moscova. In verband met de beperkte ruimte bovengronds werd het, als eerste in Milaan, geheel ondergronds uitgegraven, alleen de verdeelhal werd gebouwd in een open bouwput. 

## Ligging en inrichting
De verdeelhal ligt onder de zuidkant van de Largo la Foppa op de kop van de Corso Garibaldi en is via voetgangerstunnels met diverse toegangen rond het plein verbonden. Achter de  toegangspoortjes ligt een zeer compact trappenhuis dat de verdeelhal verbindt met een tussenverdieping die op zijn beurt met (rol)trappen is verbonden met de perrons. De uitstappers gaan vanaf het perron via een zijgang naar de verdeelhal. Het geheel is afgewerkt met rode wandbeplating met groene biezen. 